# Klaus-Jürgen Warnick
Klaus-Jürgen Warnick (* 21. Oktober 1952 in Potsdam) ist ein deutscher Politiker.
Nach dem Besuch der 10-klassigen Polytechnischen Oberschule machte Warnick eine Lehre als Elektromechaniker, war danach Einrichter und Schichtleiter im VEB Elektronische Bauelemente „Carl von Ossietzky“ in Teltow und von 1975 bis 1990 als Rundfunkmechaniker tätig. Von 1990 bis 1992 war er danach Länderbeauftragter des Deutschen Mieterbundes in Brandenburg, von deren Gründung bis November 1990 war er dort Vorsitzender des Landesverbandes, von Mai 1992 bis November 1994 war er Geschäftsführer und danach stellvertretender Landesvorsitzender. Außerdem war er Schatzmeister des Selbsthilfevereins Nutzer e. V. zur Finanzierung von Prozessen für restitutionsbedrohte Nutzer und Vorstandsmitglied im Verband der Grundstücksnutzer und -eigentümer Kleinmachnow e. V.
Von 1994 bis 1998 saß Warnick im Deutschen Bundestag. Er gehörte als Parteiloser der Fraktion der PDS an. Von 1999 bis 2004 war er Mitglied des Landtags Brandenburg.
Warnick ist seit 1998 Mitglied der Gemeindevertretung von Kleinmachnow und seit 2008 Mitglied im Kreistag des Landkreises Potsdam-Mittelmark. Zur Landratswahl am 25. September 2016 kandidierte er für die Partei Die Linke, wofür er am 9. Juli 2016 durch die Nominierungsversammlung mit 86,9 % bestätigt wurde. Mit 14,1 % (4. Platz) erreichte er nicht die Stichwahl.